# Porta antiga de Bisagra
A Porta antiga de Bisagra (em espanhol: Puerta antigua de Bisagra), também conhecida como Porta Alfonso VI, é uma das portas monumentais de acesso, localizada na muralha da cidade de Toledo, na Espanha.
A palavra bisagra é derivada das palavras árabes bab e shara, que significam porta e campo, respectivamente.

## História
Foi construída pelos árabes, na segunda metade do século X, para servir de acesso principal entre o subúrbio e a cidade murada.
No século XIII, passa por uma reforma com inspiração em arquitetura mudéjar, ocorrendo a mistura de estilos do edifício, árabe e mudéjar, que podem ser observados nos dias atuais.
No ano de 1551, o imperador Carlos V manda reformar e ampliar uma porta secundária, bem próxima a Porta de Bisagra, que teve sua obra finalizada em 1576. Com esta reforma, a antiga porta foi descontinuada e emparedada. Atualmente, a nova porta é chamada de "Nueva Puerta de Bisagra".
Em 1907, a porta que se encontrava emparedada, foi restaurada por Ricardo Arredondo e a Comissão dos Monumentos.

## Arquitetura
A porta passou por diversas restaurações com o passar dos anos. Atualmente, possui uma arquitetura predominante mudéjar; 15,80 metros de altura, por 10,50 metros de largura; e com três níveis.
A fachada externa (principal) recebeu, como decoração, um grande arco de ferradura com 7,50 de altura por 4 metros de largura; ladeado por arcos ogivais estreitos, cegos e estão um pouco mais abaixo que o grande arco. Os arcos são sustentados por duas colunas largas, sob duas hastes com capitéis em cada coluna.
No primeiro nível, na fachada externa (principal) há uma porta possuindo 4,50 metros de altura por 2,50 metros de largura, com verga em arco de ferradura, sustentado por grandes pilares de soleira. Esta porta dá acesso a um espaço entre portas, que possui teto abobadado de berço, feito em tijolos. No espaço entre portas, à direita, há uma veneziana que conecta a uma pequena câmara. Na fachada interna, paralela à porta de acesso, há uma escada que leva à câmara do segundo nível.
No segundo nível, há uma câmara quadrangular, com aproximadamente 4 metros laterais, possui teto com abóbada de berço, quatro janelas com abertura para a fachada externa, uma janela para a lateral, e uma escada em L, que leva ao terceiro nível.
No terceiro nível, há um sótão com teto abobadado de cúpulas rebaixadas e com 5 janelas voltadas para a fachada externa. E uma janela voltada também para a fachada externa, que se localiza na área descoberta do terceiro nível.